# Cinnamomum alainii
Cinnamomum alainii là loài thực vật có hoa trong họ Nguyệt quế. Loài này được (C.K.Allen) Alain miêu tả khoa học đầu tiên năm 1982.